# スティーヴ・スターキー
スティーヴ・スターキー（Steve Starkey）は、アメリカ合衆国の映画プロデューサー・第二班監督。

## 人物
ロバート・ゼメキスと組むことで知られる。『スター・ウォーズ エピソード5/帝国の逆襲』（1980年）と『スター・ウォーズ エピソード6/ジェダイの帰還』（1983年）で編集アシスタントもしていた。

## フィルモグラフィ
- スター・ウォーズ エピソード5/帝国の逆襲 Star Wars Episode V: The Empire Strikes Back (1980) - 編集アシスタント
- スター・ウォーズ エピソード6/ジェダイの帰還 Star Wars Episode VI: Return of the Jedi (1983) - 編集アシスタント
- ロジャー・ラビット Who Framed Roger Rabbit (1988) - 製作補
- バック・トゥ・ザ・フューチャー PART2 Back to the Future Part II (1989) - 製作補
- バック・トゥ・ザ・フューチャー PART3 Back to the Future Part III (1990) - 製作補
- カーテンコール/ただいま舞台は戦闘状態 Noises Off (1992) - 共同製作
- 永遠に美しく… Death Becomes Her (1992) - 製作
- フォレスト・ガンプ/一期一会 Forrest Gump (1994) - 製作・第二班監督
- コンタクト Contact (1997) - 製作・第二班監督
- ホワット・ライズ・ビニース What Lies Beneath (2000) - 製作・第二班監督
- キャスト・アウェイ Cast Away (2000) - 製作・第二班監督
- マッチスティック・メン Matchstick Men (2003) - 製作
- ポーラー・エクスプレス The Polar Express (2004) - 製作・第二班監督
- The Prize Winner of Defiance, Ohio (2005) - 製作
- ラスト・ホリデイ Last Holiday (2006) - 製作総指揮
- モンスター・ハウス Monster House (2006) - 製作
- ベオウルフ/呪われし勇者 Beowulf (2007) - 製作・第二班監督
- Disney's クリスマス・キャロル A Christmas Carol (2009) - 製作・第二班監督
- リアル・スティール Real Steel (2011) - 製作総指揮
- フライト Flight (2012) - 製作
- ザ・ウォーク The Walk (2015) - 製作
- マリアンヌ Allied (2016) - 製作
- マーウェン Welcome to Marwen (2018) 製作